# Етне (супутник)
Етне (грец. Αἴτνη) — супутник Юпітера, відомий також під назвою Юпітер XXXI. 

## Відкриття
Відкритий 9 грудня 2001 року групою астрономів з Гавайського університету під керівництвом Скотта Шеппарда. Отримав тимчасове значення S/2001 J 11 . У серпні 2003 Міжнародний астрономічний союз присвоїв супутнику офіційну назву Етне, на честь Етни — однієї з німф з грецької міфології (за правилами МАС усі зворотні супутники Юпітера мають закінчення -е, -є).

## Орбіта
Супутник проходить повний оберт навколо Юпітера на відстані приблизно 23 229 000 км за 730 діб, 4 години та 19 хвилин. Орбіта має ексцентриситет 0,2643°. Нахил ретроградної орбіти до локальної площини Лапласа 165,091°. Знаходиться у групі Карме.

## Фізичні характеристики
Діаметр Етне приблизно 3 кілометри. Оціночна густина 2,6 г/см³. Супутник складається переважно з силікатних порід. Дуже темна поверхня має альбедо 0,04. Зоряна величина дорівнює 22,7m.     